# مارکوس گیسک
مارکوس گیسک (انگلیسی: Markus Giesecke؛ زادهٔ ۱۵ آوریل ۱۹۷۹) بازیکن فوتبال اهل آلمان است.